# APEC Perú 2024
El APEC Perú 2024 fue una serie de reuniones anuales del Foro de Cooperación Económica Asia-Pacífico (en inglés, Asia-Pacific Economic Cooperation, APEC) que se llevó a cabo Perú. Es la tercera vez que este país es anfitrión, luego de haberlo sido en el 2008 y 2016.

## Organización
En 2021, el ministro de Relaciones Exteriores del Perú anunció la organización de la cumbre APEC del 2024. El 10 de febrero de 2022 el primer ministro de Tailandia, Prayut Chan-o-cha, en su calidad de actual presidente del APEC, anunció a los anfitriones de 2023 en los Estados Unidos, y Perú para el 2024.
El 13 de septiembre de 2023 se anunció a las ciudades de Trujillo, Arequipa, Urubamba, Pucallpa y Lima como sede del APEC. Las ciudades albergarán más de 160 reuniones de cooperación entre miembros del APEC.
Se realizaron varias reuniones en diferentes lugares y fechas. En Arequipa se realizó Reunión de Viceministros de Finanzas y Bancos Centrales (21 al 24 de febrero) y la de ministros de Comercio y de la Mujer (17 y 18 de mayo), en Urubamba la de ministros de Turismo (5 al 9 de junio) y de altos funcionarios de Finanzas (27 al 30 de mayo). Además, en Pucallpa se organizó la sede del sector Pymes (septiembre) y la semana de Trabajo y en Trujillo de la de ministros de Seguridad Alimentaria (agosto). Por último, Lima albergó las reuniones ministeriales de Energía (agosto) y Finanzas (octubre) y la Semana de Líderes (noviembre). En noviembre de 2024 se realizó en simultáneo el APEC Ciudadano, cuyo objetivo será promocionar emprendimientos peruanos entre el público peruano.

### Semana de Líderes
La Semana de Líderes de las Economías de APEC (AELW) se realizó del 9 al 16 de noviembre en Lima, siendo el punto culminante del año de la presidencia APEC Perú 2024. La reunión de líderes económicos se celebró en el Centro de Convenciones, cuyo Centro de Prensa Internacional se ubicará en el Ministerio de Cultura. Aparte, se desarrollaron actividades en el Gran Teatro Nacional y otros lugares.
La semana incluyó tres reuniones: Reunión Conclusiva de Altos funcionarios (CSOM) con la participación de los Altos Funcionarios (SOM) de las 21 economías miembro (11 y 12 de noviembre), Reunión Anual Ministerial de APEC (AMM) conformado por Ministerio de Comercio Exterior y Turismo y Ministerio de Relaciones Exteriores (14 de noviembre); y 31° Cumbre de Líderes de las Economías APEC que se realizaron el 15 y 16 de noviembre.
Asimismo, paralelo con la cumbre se realizó del 10 al 12 de noviembre la última Reunión del Consejo Consultivo Empresarial de APEC (ABAC), la Cumbre PYME APEC para el 13 de noviembre y del 14 al 15 de noviembre será la reunión del APEC CEO Summit. En el APEC CEO Summit 2024 estarán presente varios líderes de corporaciones y organizaciones internacionales como Shou Zi Chew, CEO de TikTok; Jamie Dimon, CEO de JPMorgan; Mohamed Kande, global chair de PwC; Richard Adkerson, chairman de Freeport-McMoRan; Bernardo Larraín Matte, vicepresidente de Grupo Matte; y Shinta Kamdani, CEO de Sintesa Group.
En noviembre de 2024, antes de la semana de líderes económicos y coincidiendo con las posibles manifestaciones por la crisis de seguridad en esa ciudad, se desplegaron 8200 miembros de la PNP para cubrir el evento internacional en el aeropuerto, el centro de convenciones y los hoteles. Dos meses antes, se habían convocado 530 de ellos. Además, se destinaron 5000 miembros más al orden público y a la seguridad permanente de la ciudad, así como a labores de patrullaje aéreo. Estos contaron con equipo tecnológico, como cámaras de visión nocturna y cámaras de acción. Por su parte, el Congreso de la República del Perú autorizó el ingreso de 600 militares estadounidenses con armamento en la sede de Lima, con la justificación de incrementar la seguridad. El canciller Elmer Schialer insistió en que el despliegue sirve para garantizar la seguridad de los invitados y que «no tiene nada que ver con una posible represión».
Los políticos Carlos Neuhaus, Mercedes Araoz, José Antonio García Belaúnde y Eduardo Ferreyros consensuaron que el Gobierno peruano buscará usar la APEC para «fortalecer los lazos comerciales de nuestro país con las otras economías miembro». Se rechazó la celebración de un partido de fútbol en el Estadio Nacional y, además, se decretó que los días 11, 12 y 13 de noviembre serían días de «teletrabajo obligatorio» y los días 14, 15 y 16 festivos no compensables en Lima y Callao. Incluso se ha cerrado la estación La Cultura del Metro de Lima y Callao.
El primer ministro peruano, Gustavo Adrianzén, confirmó el plan de «aligerar» el tráfico en Lima. Sin embargo, los especialistas Pedro Francke y Félix Reátegui analizaron el tema más a fondo y afirmaron que el Estado buscaba reducir la presencia de personas ajenas al evento para evitar, supuestamente, que disminuyeran las inversiones, lo cual tacharon de mito.
Durante el evento, se confirmó que se neutralizaron decenas de drones utilizados por aficionados al estar dentro de la zona restringida. También se recurrió a una orquesta de la policía para interpretar huayno sin contar con un público específico. Además, los usuarios del Metropolitano denunciaron que el servicio de autobús rápido colapsó cuando pasaban diferentes delegaciones de varios países. Ya al finalizar el evento, se detuvo a una persona por conducir un vehículo en la zona restringida en aparente estado de ebriedad.

## Participantes

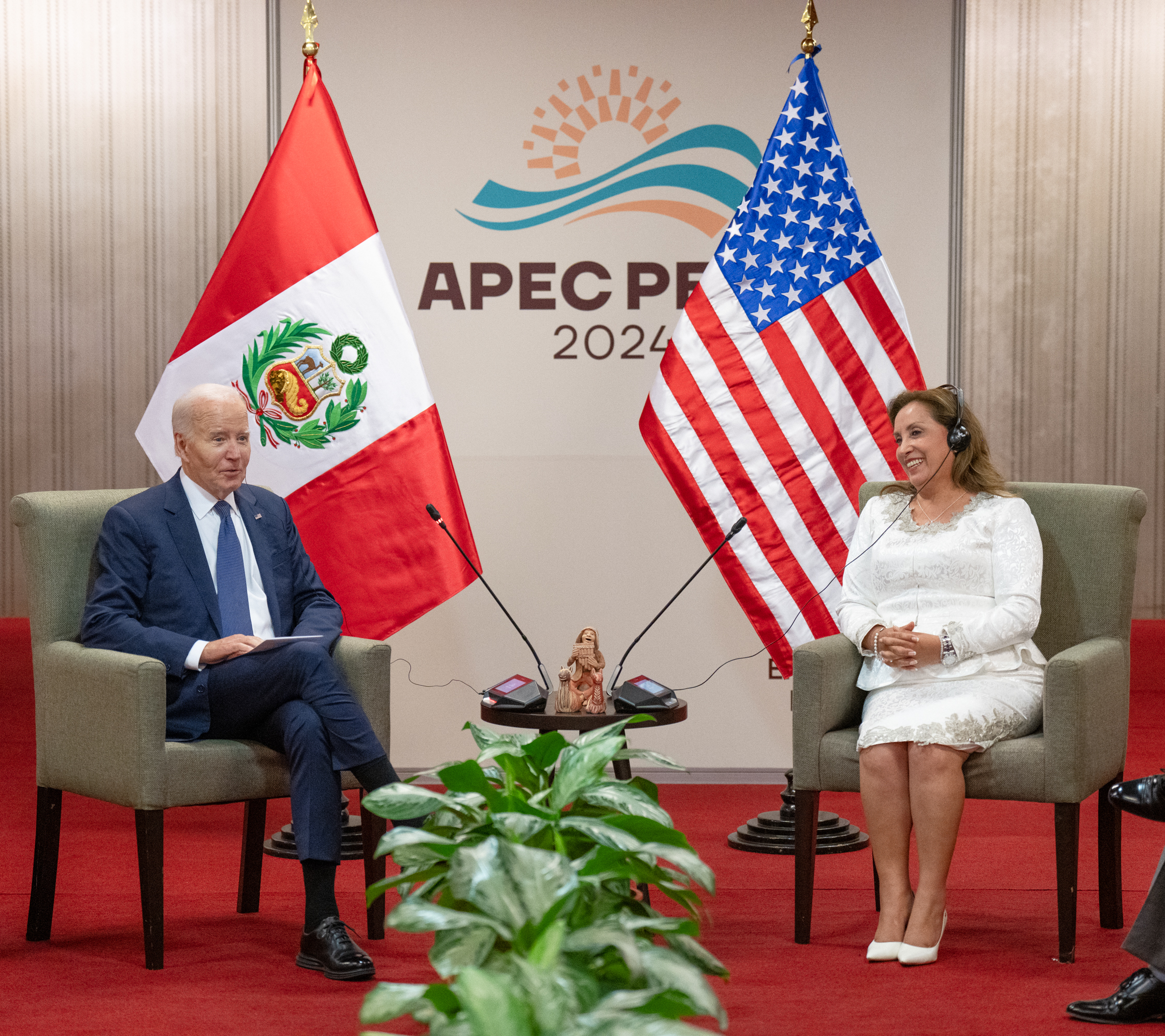
Joe Biden y Dina Boluarte en una reunión bilateral durante la semana de APEC.

APEC Perú 2024 fue la primera reunión de APEC para el primer ministro de Singapur, Lawrence Wong, quien asumió el cargo el 15 de mayo; la primera ministra tailandesa, Paetongtarn Shinawatra, que asumió el cargo el 16 de agosto; el presidente indonesio, Prabowo Subianto, que asumió la presidencia el 20 de octubre; y el presidente vietnamita Lương Cường, que asumió la presidencia el 21 de octubre de 2024. En el caso de Vietnam, será la primera visita oficial de un máximo representante a Perú.
Esta reunión fue también la primera cumbre de la APEC del presidente de Taiwán, Lai Ching-te, la presidencia el 20 de mayo. Lai nombró a Lin Hsin-i como representante de Taiwán en la cumbre; Lin representó previamente a Taiwán en las cumbres de 2005.
Por otro lado, la APEC 2024 fue la última cumbre de APEC del presidente de Estados Unidos, Joe Biden, tras retirarse de las elecciones presidenciales de 2024. Al llegar al Perú, Biden fue recibido de manera discreta y sin honores protocolares ni alfombra roja.
Debido a la orden de captura internacional emitida por la Corte Penal Internacional, el presidente de Rusia, Vladímir Putin, no estuvo presente en el evento y envió en su lugar a un representante del gobierno. Además, la presidente mexicana Claudia Sheinbaum, que asumió la presidencia el 1 de octubre, tampoco participó en el evento.
Lula da Silva fue invitado a una de las reuniones principales, pero decidió cancelar su asistencia para centrarse en el G20.
En marco del APEC, varios representantes realizaron actividades en Perú como visitas de Estado (Brunéi, Indonesia y la República Popular China) y visitas oficiales (Malasia, Vietnam, Corea del Sur y Japón). En el caso de China, la visita contó con funcionarios ligados al Partido Comunista Chino (PCCh), coincidiendo con la inauguración del puerto de Chancay, que operará una empresa de su país. El secretario general del PCCh, Xi Jinping, fue recibido con honores, alfombra roja y portátiles. Previamente, durante el viaje oficial de Dina Boluarte a China, la presidenta le extendió la invitación a Xi para que visitara el Perú. La visita de China fue significativa para Perú, ya que la presidenta Dina Boluarte afirmó que «China tiene un rol gravitante en el crecimiento de nuestra economía».
Los participantes del foro acordaron la Hoja de Ruta de Lima para promover la transición a la economía formal y global con el fin de diseñar estrategias para combatir la informalidad, empoderar a los sectores vulnerables y fomentar el comercio global inclusivo. Además, Perú logró que se aprobaran por consenso cuatro declaraciones de los líderes económicos, siete instrumentos técnicos políticos y 11 declaraciones ministeriales.
| Participantes en la Reunión de Líderes Económicos de APEC 2024 | Participantes en la Reunión de Líderes Económicos de APEC 2024 | Participantes en la Reunión de Líderes Económicos de APEC 2024                                                              | Participantes en la Reunión de Líderes Económicos de APEC 2024 | Participantes en la Reunión de Líderes Económicos de APEC 2024 |
| Miembros                                                       | Denominación en la APEC                                        | Posición | Nombre                                                         |                                                                |
| -------------------------------------------------------------- | -------------------------------------------------------------- | --- | -------------------------------------------------------------- | -------------------------------------------------------------- |
| Australia                                                      | Australia                                                      | Primer Ministro | Anthony Albanese                                               |                                                                |
| Brunei                                                         | Brunei Darussalam                                              | Sultán | Hassanal Bolkiah                                               |                                                                |
| Canadá                                                         | Canadá                                                         | Primer Ministro | Justin Trudeau                                                 |                                                                |
| Chile                                                          | Chile                                                          | Presidente | Gabriel Boric                                                  |                                                                |
| China                                                          | República Popular China                                        | Secretario general Presidente                                                                                               | Xi Jinping                                                     |                                                                |
| Corea del Sur                                                  | República de Corea                                             | Presidente | Yoon Suk-yeol                                                  |                                                                |
| Estados Unidos                                                 | Estados Unidos                                                 | Presidente | Joe Biden                                                      |                                                                |
| Filipinas                                                      | Filipinas                                                      | Secretaria de Comercio e Industria (interina)                                                                               | María Cristina Aldeguer-Roque                                  |                                                                |
| Hong Kong                                                      | Hong Kong, China                                               | Consejero Delegado | John Lee                                                       |                                                                |
| Indonesia                                                      | Indonesia                                                      | Presidente | Prabowo Subianto                                               |                                                                |
| Japón                                                          | Japón                                                          | Primer Ministro | Shigeru Ishiba                                                 |                                                                |
| Malasia                                                        | Malasia                                                        | Primer Ministro | Anwar Ibrahim                                                  |                                                                |
| México                                                         | México                                                         | Subsecretario de Comercio Internacional                                                                                     | Luis Rosendo Gutiérrez                                         |                                                                |
| Nueva Zelanda                                                  | Nueva Zelanda                                                  | Primer Ministro | Christopher Luxon                                              |                                                                |
| Papúa Nueva Guinea                                             | Papúa Nueva Guinea                                             | Vice primer ministro | John Rosso                                                     |                                                                |
| Perú                                                           | Perú                                                           | Presidente (anfitriona) | Dina Boluarte                                                  |                                                                |
| Rusia                                                          | Rusia                                                          | Vice primer ministro para la Integración Euroasiática, Cooperación con la CEI, los BRICS y el G20 y Eventos Internacionales | Alekséi Overchuk                                               |                                                                |
| Singapur                                                       | Singapur                                                       | Primer Ministro | Lawrence Wong                                                  |                                                                |
| Tailandia                                                      | Tailandia                                                      | Primera ministra | Paethongtarn Shinawatra                                        |                                                                |
| Taiwán                                                         | Taipéi Chino                                                   | Representante especial (del presidente Lai Ching‑te)                                                                        | Lin Hsin-i                                                     |                                                                |
| Vietnam                                                        | Vietnam                                                        | Presidente | Lương Cường                                                    |                                                                |

## Contraeventos
En noviembre de 2024, se celebró el Foro Social Frente al APEC (el «antiAPEC»), un espacio alternativo de resistencia y crítica en paralelo a la cumbre oficial organizada por un conjunto diverso de colectivos, entre los que se encontraba la Confederación General de Trabajadores del Perú. Este surgió como respuesta a la ausencia de los derechos humanos en la agenda del encuentro entre países y a la narrativa del Gobierno peruano de utilizar el APEC para proyectar una imagen de progreso que no se corresponde con la realidad de la precariedad de los derechos laborales y ambientales. En este espacio se dieron cita líderes sindicales, representantes de comunidades indígenas, activistas y organizaciones sociales.
El 13 de noviembre, 500 personas se manifestaron frente al Congreso de la República con el lema «APEC, escucha, la patria no se vende». Hubo empujones con la policía. Participaron transportistas y comerciantes de mercados y minoristas, así como familiares de las víctimas de la represión policial durante la convulsión social.